# Na prahu ráje (tom wierszy)
Na prahu ráje (Na progu raju) – tom wierszy dziewiętnastowiecznego czeskiego poety Josefa Václava Sládka, opublikowany w 1883. Tom dzieli się na trzy cykle, zatytułowane O dětech a s dětmi, Doma i Z lidu a pro lid. Poeta zadedykował go Jaroslav Vrchlickiemu i Juliusowi Zeyerowi. Wszystkie utwory w zbiorku są sonetami.